# Trống tòa
Trống tòa (Latinh: Sede vacante, "chiếc ngai bị bỏ trống") là tình trạng mà theo Giáo Luật Giáo hội Công giáo Rôma, một giáo phận không có vị giám mục chính tòa, hoặc chưa được bổ nhiệm giám mục chính tòa mới, khi vị giám mục chính tòa đương nhiệm qua đời, từ chức hoặc được bổ nhiệm sang cho một giáo phận khác. Các điều khoản quy định trống tòa được liệt kê trong Bộ Giáo Luật từ điều 416 đến 430.

## Trống tòa giáo hoàng

Umbraculum

Trống tòa cũng chỉ tình trạng Tòa Thánh không có ngôi giáo hoàng khi giáo hoàng vừa qua đời hoặc từ nhiệm (như trường hợp Giáo hoàng Biển Đức XVI năm 2013), vì giáo hoàng cũng là giám mục giáo phận Rôma. Trong thời gian này, các bộ trưởng trong Giáo triều Rôma, các giám mục trên khắp thế giới tạm thời bãi chức vị trí của họ, ngoại trừ Hồng y Nhiếp chính (Camerlengo Cardinal) – người quản lý tài sản của Tòa Thánh – vẫn thực hiện vai trò của mình. Tòa Thánh và toàn Giáo hội được điều hành bởi vị Hồng y Nhiếp chính trong Hồng y Đoàn, nhưng quyền hạn cũng rất hạn chế. Các nhà thừa sai của giáo hoàng vẫn làm nhiệm vụ bình thường, tổng đại diện giáo phận Rôma tiếp tục vai trò mục vụ của mình trên giáo phận. Các huy hiệu, biểu trưng, biểu tượng của vị giáo hoàng vừa qua đời hay vừa từ nhiệm được thay thế hoàn toàn bằng biểu tượng umbraculum (hình ảnh một cái dù sọc vàng đỏ, thay cho triều thiên Ba tầng), biểu thị quyền hạn tạm thời của người lãnh đạo giáo hội. Ngay sau khi có giáo hoàng mới, biểu tượng này sẽ bị hủy.

## Trống tòa giáo phận
Kể từ khi trống tòa, việc quản trị giáo phận, cho tới khi đặt được giám quản giáo phận, được chuyển sang giám mục phụ tá; nếu có nhiều giám mục phụ tá thì vị nào cao niên hơn cả xét theo thứ tự được tiến cử; nhưng nếu không có giám mục phụ tá, thì việc quản trị giáo phận chuyển sang Hội đồng tư vấn, trừ khi Tòa Thánh dự liệu thể khác. Ai đảm nhiệm việc quản trị giáo phận như vậy thì lập tức phải triệu tập hội đồng có thẩm quyền để chỉ định giám quản giáo phận(Giáo Luật Công giáo, điều 419). Khi trống tòa, giáo phận cũng không được đổi mới, ban hành điều luật gì cả.

## Khoảng thời gian trống tòa
Đối với giáo phận, thời gian trống tòa thường không kéo dài lắm, vì được đảm bảo sự liên tục ngôi vị giám mục qua việc bổ nhiệm của giáo hoàng, ngoại trừ những giáo phận tại các quốc gia mà chính phủ can thiệp vào việc bổ nhiệm giám mục. Khi đó cần nhiều thời gian hơn, thậm chí vài năm, để tìm sự đồng thuận giữa Toà Thánh và chính phủ sở tại.
Nhưng đối với việc trống tòa ở Tòa Thánh, thời gian có thể ngắn hoặc dài vì nó phụ thuộc vào thời gian diễn ra cuộc bầu chọn giáo hoàng mới. Trong lịch sử, đã có thời gian trống tòa giáo hoàng lên đến vài tháng, thậm chí vài năm. Lần trống tòa giáo hoàng gần đây nhất là từ lúc 7:35 (giờ Rôma), ngày 21 Tháng 4 năm 2025, khi Giáo Hoàng Phanxicô qua đời